# Receptor de estrógeno alfa
El receptor de estrógeno alfa, también denominado ER-alfa o NR3A1 (de sus siglas en inglés "Nuclear receptor subfamily 3, group A, member 1"), es uno de los miembros de la familia de factores de transcripción de receptores nucleares, activado por una hormona sexual, el estrógeno, y codificado en humanos por el gen ESR1.

## Estructura
El receptor de estrógeno es un factor de transcripción activado por ligando compuesto de varios dominios implicados en la unión de la hormona, en la unión al ADN y en la activación de la transcripción. Se han descrito hasta 5 variantes transcripcionales del gen ESR1 obtenidas mediante splicing alternativo, que dan lugar a 5 ARNms diferentes los cuales se diferencian en las regiones 5' no traducidas. Los receptores resultantes de estas variantes muestran menos variabilidad.

## Coactivadores
Los principales coactivadores del receptor de estrógeno alfa son los siguientes:
- NCOA1.[7][8]
- NCOA3.[9]
- BCAS3.[10]

## Interacciones
El receptor de estrógeno alfa ha demostrado ser capaz de interaccionar con:
- MTA1[11][12]
- MVP[13]
- POU4F2[14]
- POU4F1[14]
- PRDM2[15]
- CDC25B[16]
- Receptor testicular 4[17]
- Receptor testicular 2[18]
- MED14[19]
- CREBBP[20][21]
- Caveolina 1[22]
- NCOA2[23][24][25][26][27]
- PDLIM1[28]
- Ciclina D1[29]
- NCOA3[30][31][25]
- NRIP1[32][33][34]
- Receptor de aril hidrocarbonos[35][36]
- DDX5[37][25]
- CRSP3[19]
- FOXO1[38]
- Src[39][40][41][42]
- PRMT2[43]
- MED1[23][19]
- MED6[19]
- MED24[23][19]
- RBM39[44]
- NCOA1[45][20][46][19][25]
- AKAP13[47]
- Receptor de estrógeno beta[48][49]
- MED16[19]
- RNF12[28]
- JARID1A[50]
- GTF2H1[51]
- TRIM24[33][52]
- XBP1[53]
- Timina-ADN glicosilasa[54]
- Cofactor de BRCA1[55]
- BRCA1[56][57][58][21]
- Shp[59][60]
- SAFB[61][62]
- CCNC[19]
- CEBPB[63][64]
- SRA1[25]
- SHC1[65]
- NCOA6[66][67]
- DDX17[25]
- O-6-metilguanina-ADN metiltransferasa[40]
- SMARCE1[68]
- SAFB2[69]
- DNTTIP2[70]
- HSP90AA1[71][72]
- EP300[73][21][19]
- MED12[19]
- SMARCA4[74][45]
- ISL1[75]
- MNAT1[76]
- COUP-TFI[77]
- Estriatina[78]